# Ужеручей
Ужеручей — ручей в России, протекает по территории Куземского сельского поселения Кемского района Республики Карелии. Длина ручья — 13 км.
Ужеручей берёт начало из ламбины без названия на высоте 116 м над уровнем моря и далее течёт преимущественно в восточном направлении по заболоченной местности.
Ручей в общей сложности имеет шесть малых притоков суммарной длиной 10 км.
Впадает на высоте 84,5 м над уровнем моря в Янецозеро, из которого вытекает река Нижняя Кумозерка, впадающая в Нижнее Кумозеро, из которого берёт начало река Кузема, впадающая, в свою очередь, в Белое море.
Населённые пункты на ручье отсутствуют.
Код объекта в государственном водном реестре — 02020000712202000002343.